# Saison 1920 de la NFL
Navigation
Édition suivante
La première saison de la National Football League a eu lieu en 1920. La ligue de football américain ne porte pas encore le nom de National Football League mais celui de  « American Professional Football Association ».

## Contexte
Le calendrier de cette première saison fut un peu improvisé : quatre formations (All-Americans de Buffalo, Tigers de Chicago, Panhandles de Columbus et Heralds de Détroit) ne rejoignirent les rangs du championnat qu'une fois la saison commencée. Finalement, quatorze franchises ont joué les treize journées de championnat.
Le classement ne fut qu'indicatif et n'a, aujourd'hui encore, rien d'officiel. 
Le premier match de la saison se tient le 26 septembre et devant 800 spectateurs, Rock Island Independents bat 48-0 Saint Paul's Ideal, équipe ne faisant pas partie de l'AFPA.
Le 3 octobre, deux matchs mettant aux prises deux formations de la ligue ont lieu : les Dayton Triangles battent les Columbus Panhandles 14-0 tandis que l'équipe des Independents de Rock Island s'impose 45-0 sur les Flyers de Muncie. Les Flyers arrêtent la compétition après ce match. Edward Sternaman, joueur des Staleys de Decatur, est le meilleur pointeur de l'équipe avec 87 points.

## Pionniers
Les 14 franchises ayant disputé le 1er championnat NFL sont les suivantes :
- Pros d'Akron,
- Staleys de Decatur,
- Cardinals de Chicago,
- All-Americans de Buffalo, devenus ensuite les Bisons de Buffalo, puis les Rangers de Buffalo
- Independents de Rock Island,
- Triangles de Dayton, étant la base, en 1930 des Dodgers de Brooklyn, devenant en 1944 les Tigers de Brooklyn, fusionnant en 1945 avec les Yanks de Boston,
- Jeffersons de Rochester, initialement nommés Rochester Scalpers ou Oxfords,
- Bulldogs de Canton,
- Heralds de Détroit,
- Tigers de Cleveland,
- Tigers de Chicago,
- Pros de Hammond,
- Panhandles de Columbus,
- Flyers de Muncie.

## Postérité
Les Pros d'Akron déclarés symboliquement champions de la saison, à la suite d'une réunion ayant eu lieu le 30 avril 1921 à Akron, deviennent ainsi les premiers champions de la NFL. 
De ces 14 franchises ayant disputé la première édition de la NFL, seules 2 subsistent encore, ayant toutes 2 changé d'implantation et/ou de dénomination :
- Staleys de Decatur, devenus depuis les Bears de Chicago,
- Cardinals de Chicago, devenus depuis les Cardinals de l'Arizona.

## Classement général (non officiel)

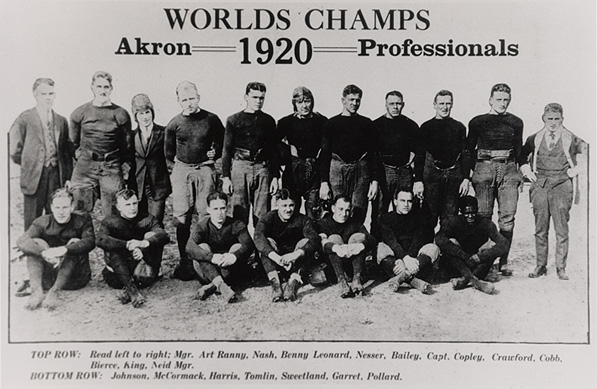
Photographie de la première équipe championne de NFL de l'histoire : les Pros d'Akron.

| Franchise                   | Vic. | Déf. | Nuls | % vic. |
| --------------------------- | ---- | ---- | ---- | ------ |
| Pros d'Akron                | 8    | 0    | 3    | 100    |
| Staleys de Decatur          | 10   | 1    | 2    | 90,9   |
| All-Americans de Buffalo    | 9    | 1    | 1    | 90,0   |
| Cardinals de Chicago        | 6    | 2    | 2    | 75,0   |
| Independents de Rock Island | 6    | 2    | 2    | 75,0   |
| Triangles de Dayton         | 5    | 2    | 2    | 71,4   |
| Jeffersons de Rochester     | 6    | 3    | 2    | 66,7   |
| Bulldogs de Canton          | 7    | 4    | 2    | 63,6   |
| Heralds de Détroit          | 2    | 3    | 3    | 40,0   |
| Tigers de Cleveland         | 2    | 4    | 2    | 33,3   |
| Tigers de Chicago           | 2    | 5    | 1    | 28,6   |
| Pros de Hammond             | 2    | 5    | 0    | 28,6   |
| Panhandles de Columbus      | 2    | 6    | 2    | 25,0   |
| Flyers de Muncie            | 0    | 1    | 0    | 0      |